# Liste der Altersstufen im deutschen Recht
Altersstufen und -grenzen spielen im deutschen Recht eine große Rolle, insbesondere was Rechte, Pflichten und Ansprüche natürlicher Personen betrifft.

## Vor der Zeugung
- Nacherben (§ 2101 BGB) können noch nicht gezeugte Personen sein.

## Ab der Zeugung
- Embryo ist ab der Zeugung erbberechtigt (§ 1923 BGB).
- Im Falle der Tötung eines (potentiell) Unterhaltsverpflichteten kann Schadensersatz geltend gemacht werden (§ 844 Abs. 2 S. 2 BGB).

## Nidation
- Ab der Nidation Schutz des Nasciturus vor Schwangerschaftsabbruch (§ 218 StGB, eingeschränkt durch § 218a StGB).

## Vollendung der 12. Woche nach der Zeugung
- Verbesserter Lebensschutz, da ein Schwangerschaftsabbruch nur noch bei medizinischer Indikation erlaubt ist (vgl. oben).

## Vollendung der 22. Woche nach der Zeugung
- Noch stärkerer Lebensschutz, da sich auch die Schwangere bei Schwangerschaftsabbruch ohne medizinische Indikation generell strafbar macht (vgl. § 218a Abs. 4 Satz 1 StGB).

## Beginn der Geburt
- Das Einsetzen der Eröffnungswehen bzw. der Kaiserschnitt gilt im Strafrecht als „Zäsur für den Beginn des menschlichen Lebens“ (BGHSt 32, 194). Mit diesem Zeitpunkt ist das Kind durch die §§ 211 ff. StGB geschützt.

## Vollendung der Geburt
- Beginn der Rechtsfähigkeit (§ 1 BGB)
- Geschäftsunfähigkeit (bis zur Vollendung des 7. Lebensjahres, § 104 Nr. 1 BGB)
- Deliktsunfähigkeit (bis zur Vollendung des 7. Lebensjahres, § 828 BGB)
- Anspruch auf Pflege und Erziehung (Art. 6 GG) sowie auf persönlichen Umgang mit beiden Eltern (§ 1684 BGB)
- 1. Altersstufe im Unterhaltsrecht (Regelbetrag-Verordnung, Düsseldorfer Tabelle, § 1612a BGB)

## Vollendung des 6. Lebensmonats
- Eine Zirkumzision darf gemäß § 1631d BGB nur noch durch einen Arzt vorgenommen werden und nicht mehr durch von einer Religionsgesellschaft dazu vorgesehene Personen, die dafür besonders ausgebildet und, ohne Arzt zu sein, für die Durchführung der Beschneidung vergleichbar befähigt sind.

## Vollendung des 1. Lebensjahres
- Rechtsanspruch auf Kinderkrippenplatz (§ 24 SGB VIII)

## Vollendung des 3. Lebensjahres
- Rechtsanspruch auf Kindergartenplatz (§ 24 SGB VIII)
- Ende des Beförderungsverbots in Kraftfahrzeugen (mit Ausnahme von Kraftomnibussen), die nicht mit Sicherheitsgurten ausgerüstet sind (Oldtimer; § 21 Abs. 1b StVO)

## Vollendung des 5. Lebensjahres
- Anschlusserklärung (durch den gesetzlichen Vertreter) bei Namensänderungen nötig (§§ 1617a bis 1617h, § 1757 BGB, Art. 10, Art. 47 EGBGB)

## Vollendung des 6. Lebensjahres
- Allgemeine Schulpflicht (Beginn abhängig vom Bundesland)
- Beginn 2. Altersstufe im Unterhaltsrecht (§ 1612a Abs. 1 Nr. 2 BGB)
- Altersgrenze bei Medien (USK und FSK)
- Besuch von Filmveranstaltungen bis 20 Uhr (§ 11 Jugendschutzgesetz)

## Vollendung des 7. Lebensjahres
- beschränkte Geschäftsfähigkeit (§§ 106 ff. BGB)
- beschränkte Deliktsfähigkeit nach bürgerlichem Recht (§ 828 Abs. 3 BGB)

## Vollendung des 8. Lebensjahres
- Erlaubnis, mit dem Fahrrad die Fahrbahn bzw. den Radweg zu benutzen (baulich getrennte Radwege dürfen seit 2016 auch von jüngeren Kindern benutzt werden; § 2 Abs. 5 StVO)

## Vollendung des 10. Lebensjahres
- Beginn der beschränkten Deliktsfähigkeit bei fahrlässigen Verkehrsunfällen, an denen ein Kraftfahrzeug beteiligt ist (§ 828 Abs. 2 BGB)
- Pflicht, mit dem Fahrrad die Fahrbahn bzw. den Radweg zu benutzen (§ 2 Abs. 5 StVO)

## Vollendung des 12. Lebensjahres
- Bedingte Religionsmündigkeit (kein Wechsel gegen Willen des Kindes, § 5 RelKErzG)
- Beginn 3. Altersstufe im Unterhaltsrecht (§ 1612a Abs. 1 Nr. 3 BGB)
- Altersgrenze bei Medien (FSK und USK) (§ 11 Jugendschutzgesetz)
- Ende des Anspruchs der Eltern auf Kinderkrankengeld (siehe § 45 Abs. 1 SGB V)
- maximale Geltungsdauer des bis 2023[1] ausgestellten Kinderreisepasses
- Ende der Pflicht zur Verwendung eines Kindersitzes bei Körpergröße unter 150 cm; Ende der Pflicht, auf dem Hintersitz eines Pkws während der Fahrt zu sitzen, wenn keine Gurte vorhanden (Oldtimer) sind oder eine Befestigung von Kindersitzen nicht möglich ist (§ 21 Abs. 1a und 1b StVO).
- Ende des Abgabeverbotes von Feuerzeugen und Zündhölzern (nur Bayern)[2]

## Vollendung des 13. Lebensjahres
- Beschäftigung von Kindern in geringem Umfang möglich (§ 2 Kinderarbeitsschutzverordnung)

## Vollendung des 14. Lebensjahres
- Strafmündigkeit (§ 19 StGB), auch für das Bußgeldverfahren (§ 12 OWiG), jedoch Anwendung des Jugendgerichtsgesetzes (§ 3 JGG, § 46 OWiG)
- kein Kind mehr im Sinne sexualstrafrechtlicher Schutzvorschriften (sexueller Missbrauch von Kindern § 176 Abs. 1, § 176a, § 176b, § 176c § 184b StGB)
- volle Religionsmündigkeit (§ 5 RelKErzG)
- Fahrberechtigung für Elektrokleinstfahrzeuge (§ 3 eKFV)
- Erwerb des Sportbootführerscheins See oder Sportbootführerscheins Binnen für Sportboote unter Segel (§ 6 SpFV)
- Erwerb der Segelflugzeugpilotenlizenz
- eigene Entscheidung über Namensänderung (§§ 1617a bis 1618, § 1757 BGB, Art. 10, Art. 47 EGBGB)
- Anhörungspflicht des Gerichtes bei Sorgerechtsentscheidungen (§ 159 FamFG). Nach Abs. 2 der Vorschrift sind jedoch auch jüngere Kinder „persönlich anzuhören, wenn die Neigungen, Bindungen oder der Wille des Kindes für die Entscheidung von Bedeutung sind oder wenn eine persönliche Anhörung aus sonstigen Gründen angezeigt ist.“
- Widerspruch gegen Sorgerechtsübertragung (§ 1671 Abs. 2 BGB)
- Einwilligung in eigene Adoption und Widerspruch dagegen (§ 1746, § 1762 BGB)
- Recht, einen selbstgewählten Verfahrensbeistand (zum Beispiel Rechtsanwalt) als Interessensvertreter mit der Wahrnehmung seiner Rechte zu beauftragen (§ 158 Abs. 5 FamFG),
- Verfahrensfähigkeit bei Zwangsunterbringungen (§ 167 Abs. 3 FamFG)
- Widerspruch gegen Organentnahme nach Tod (§ 2 Abs. 2 TPG)
- Besuch von Filmveranstaltungen bis 22 Uhr (§ 11 Jugendschutzgesetz)
- Umgang mit Waffen und Munition unter Aufsicht eines weisungsbefugten Waffenberechtigten im Rahmen eines Ausbildungs- oder Arbeitsverhältnisses (§ 3 Abs. 1 WaffG)
- Umgang mit geprüften Reizstoffsprühgeräten (§ 3 Abs. 2 WaffG)
- Verzehr von Bier, Wein, o. ä. in Gaststätten in Begleitung eines Erziehungsberechtigten (§ 9 Abs. 1 und Abs. 2 JuSchG)

## Vollendung des 15. Lebensjahres
- Vollzeitschulpflicht beendet, danach Berufsschulpflicht, Berufsausbildung ist möglich
- Ende des allgemeinen Beschäftigungsverbotes (§ 5 JArbschG)
- Handlungsfähigkeit im Sozialrecht (§ 36 SGB I)
- Fahrberechtigung für Mofas (§ 5 i. V. m. § 10 Abs. 3 FeV)
- Führerscheinerwerb Klasse A1 (§ 10 Abs. 1 FeV)
- Mehrbedarf für Behinderte im Sozialhilferecht (§ 30 Abs. 4 SGB XII)

## Vollendung des 16. Lebensjahres
- Testierfähigkeit (§ 2229 BGB, bis zur Vollendung des 18. Lebensjahrs kann das Testament nur beim Notar errichtet werden, vgl. § 2233 Abs. 1 BGB)
- Einsichtsrecht ins Geburtenregister (adoptierte Kinder, § 62PStG, bis 2008 § 61 Abs. 2 PStG a. F.)
- Pflicht zum Besitz eines Personalausweises oder Passes (§ 1 PAuswG)
- Einwilligung in Organentnahme nach Tod (§ 2 Abs. 2 TPG)
- Aktives Wahlrecht zur Wahl des Europäischen Parlaments, des Betriebsrats und Personalrats (letzteres in einigen Bundesländern schon vorher)
- Aktives Wahlrecht in der Sozialversicherung (§ 50 SGB IV)
- Aktives Kommunalwahlrecht in Baden-Württemberg, Berlin, Brandenburg, Bremen, Hamburg, Niedersachsen, Nordrhein-Westfalen, Mecklenburg-Vorpommern, Sachsen-Anhalt, Schleswig-Holstein und Thüringen
- Passives Kommunalwahlrecht in Baden-Württemberg[3]
- Aktives Bürgerschafts- bzw. Landtagswahlrecht in Brandenburg, Bremen und Hamburg[4]
- Aufenthalt in Gaststätten und bei Tanz- und Filmveranstaltungen bis 24 Uhr (§ 4, § 5 Jugendschutzgesetz)
- Ende des Abgabeverbotes von Alkohol (außer Branntwein, § 9 Jugendschutzgesetz)
- Altersgrenze bei Medien (FSK und USK)
- Führerscheinerwerb Klasse A1, L, T (§ 10 Abs. 1 FeV)
- Ende des strafrechtlichen Schutzes vor Verletzung der Fürsorge- oder Erziehungspflicht (§ 171 StGB)
- teilweise Ende des strafrechtlichen Schutzes vor sexuellem Missbrauch Schutzbefohlener (§ 174 StGB) sowie von Jugendlichen (§ 182 StGB) und vor der Förderung sexueller Handlungen Minderjähriger (§ 180 StGB); teilweise aber Schutz bis zum vollendeten 18. Lebensjahr
- erhöhte Strafe, wenn Opfer einer Nachstellung jünger ist (§ 238 Abs. 2 Satz 2 Nummer 7 StGB)
- Erwerb des Sportbootführerscheins See oder Sportbootführerscheins Binnen (für Sportboote unter Segel siehe oben Vollendung des 14. Lebensjahrs) (§ 6 SpFV)
- Erwerb des Jugendjagdscheins (§ 16 BJagdG)
- Mindesturlaub reduziert sich von 30 auf 27 Werktage § 19 JArbSchG
- Einbürgerung kann unabhängig von den Eltern beantragt werden (§ 34 StAG)

## Vollendung des 17. Lebensjahres
- Möglichkeit der vorsorglichen Betreuerbestellung und Anordnung eines Einwilligungsvorbehaltes (§ 1814 Abs.  5 und § 1825 Abs. 4 BGB)
- Begleitetes Fahren mit Pkw (§ 48a FeV)
- Freimenge für abgabefreien Import von Tabak und Alkohol für Reisende sowohl aus als auch von außerhalb der EU (§ 2 Abs. 5 Nr. 2 EF-VO)
- Mindestalter für Soldaten (§ 5 Soldatenlaufbahnverordnung; siehe auch Bundeswehr)
- Mindesturlaub reduziert sich auf 25 Werktage § 19JArbSchG

## Vollendung des 18. Lebensjahres
- Volljährigkeit, volle Geschäftsfähigkeit und Deliktsfähigkeit (§ 2, § 828 Abs. 3 BGB); volle Handlungsfähigkeit gegenüber Behörden; Beginn von sonstigen Regelungen, die an die Volljährigkeit anknüpfen (z. B. Ehemündigkeit, volle Testierfähigkeit, Fähigkeit zur Errichtung einer Patientenverfügung) (§ 1827 BGB)
- aktives und passives Wahlrecht zum Deutschen Bundestag (Art. 38 GG)
- aktives und passives Wahlrecht zu den Landtagen und Kommunalvertretungen (in einigen Bundesländern aktives Wahlrecht schon mit vollendetem 16. Lebensjahr vgl. oben; passives Wahlrecht in baden-württembergischen Kommunalvertretungen bereits mit dem 16. Lebensjahr)
- passives Wahlrecht in der Sozialversicherung (§ 51 SGB IV)
- passives Wahlrecht zum Betriebsrat oder Personalrat und zum Europäischen Parlament
- Ende von Schutzbestimmungen, die auf Minderjährigkeit abstellen, z. B. nach dem Haager Minderjährigenschutzabkommen
- im Strafrecht Stellung als Heranwachsender (Möglichkeit nach dem Erwachsenenstrafrecht bestraft zu werden: §§ 1, 105 und 106 JGG)
- Ende der arbeitsrechtlichen Schutzbestimmungen für Jugendliche (§ 2, § 7 ff. JArbSchG)
- Pflicht zur Leistung von Zuzahlungen für gesetzlich Krankenversicherte
- Ende der unbeschränkten Unterhaltsberechtigung (§§ 1615 f. BGB) und der allgemeinen Berufsschulpflicht (in Bayern bis zum vollendeten 21. Lebensjahr; Art. 39 BayEUG[5])
- Ende von Unterhaltsvorschusszahlungen nach dem Unterhaltsvorschussgesetz (ab 1. Juli 2017, vorher lag die Altersgrenze bei 12 Jahren)
- Altersgrenze bei Medien (FSK und USK); Ende des Abgabeverbotes von jugendgefährdenden Trägermedien (§ 15 Jugendschutzgesetz)
- Führerscheinerwerb Klasse A2, B, BE, C1, C1E, C, CE; Wegfall der Beschränkungen für Klasse T (§ 10 Abs. 1 FeV)
- Umgang mit Waffen oder Munition (§ 2 Abs. 1 WaffG)
- waffenrechtliche Erlaubnisse (§ 4 Abs. 1 WaffG)
- Ende der Jugendschutzbestimmungen
  - Ende des Abgabeverbotes von Branntwein (§ 9 Jugendschutzgesetz)
  - Ende des Abgabeverbotes von Tabakwaren und Rauchen in der Öffentlichkeit (§ 10 Jugendschutzgesetz)
  - Zutritt zu Gaststätten, Diskotheken und Filmveranstaltungen nach 24 Uhr (§ 4, § 5, § 11 Jugendschutzgesetz)
  - Zutritt zu Nachtbars und Nachtclubs (§ 4 Jugendschutzgesetz)
  - Zutritt zu jugendgefährdenden Veranstaltungen und Betrieben sowie Aufenthalt an jugendgefährdenden Orten (§ 7, § 8 Jugendschutzgesetz)
  - Anwesenheit in Spielhallen und Teilnahme an Glücksspielen (§ 6 Jugendschutzgesetz)
- Beginn der Strafbarkeit des Beischlafs zwischen Geschwistern (§ 173 Abs. 3 StGB)
- Zutritt zu Spielbanken (in Baden-Württemberg[6] und Bayern[7] erst ab Vollendung des 21. Lebensjahres)
- Zutritt zu Solarien (§ 4 NiSG)
- Abgabe sowie Umgang mit Pyrotechnik (Kategorie 4, Kategorie P2 und Kategorie T2 erst ab Vollendung des 21. Lebensjahres) (§ 20 Erste Verordnung zum Sprengstoffgesetz)
- Wählbarkeit zum Bürgermeister und Landrat in Bayern (Art. 39 GLKrWG), zum Bürgermeister in Sachsen (§ 49 Sächs. Gemeindeordnung) und Baden-Württemberg (§ 46 Abs. 1 GemO BW) und Brandenburg (§ 65 Abs. 2 Brandenburg. Kommunalwahlgesetz)[8]
- Ende des strafrechtlichen Schutzes vor sexuellem Missbrauch Schutzbefohlener (§ 174 StGB) sowie von Jugendlichen (§ 182 StGB) und vor der Förderung sexueller Handlungen Minderjähriger (§ 180 StGB); teilweise endet der Schutz schon mit dem vollendeten 16. Lebensjahr
- Mindestalter für Prostituierte § 1 i. V. m. § 5 Prostituiertenschutzgesetz
- Erhöhte Strafbarkeit, wenn Opfer von Menschenhandel (§ 232 StGB), Zwangsprostitution (§ 232a StGB), Zwangsarbeit (§ 232b StGB), Ausbeutung der Arbeitskraft (§ 233), Ausbeutung unter Ausnutzung einer Freiheitsberaubung (§ 233a StGB) jünger ist
- Ende des strafrechtlichen Schutzes vor Entziehung Minderjähriger (§ 235 StGB) und Kinderhandel (§ 236 StGB)
- Beginn der Wehrpflicht für Männer (Artikel 12a GG; seit 1. Juli 2011 nach § 2 WPflG auf Spannungs- und Verteidigungsfall beschränkt)
- Beginn der Heranziehbarkeit von Frauen zum zivilen Sanitätsdienst im Verteidigungsfall (Art. 12a Abs. 4 GG, § 2 Nr. 3 ASG)
- Zulässigkeit der Konversionstherapie, wenn kein Willensmangel vorliegt (§ 2 KonvBehSchG)
- Mindestalter für Besitz und Anbau von Cannabis sowie die Mitgliedschaft in Anbauvereinigungen (§ 2, § 19 KCanG)

## Vollendung des 20. Lebensjahres
- Mindestalter für Lokomotivführer (§ 48 Abs. 1 EBO)[9]

## Vollendung des 21. Lebensjahres
- Volle Verantwortlichkeit nach Erwachsenenstrafrecht (§ 10 StGB)
- Erhöhte Bestrafung bei Abgabe von Betäubungsmitteln (29a BtMG, 30 BtMG, 30a BtMG), Neuen psychoaktiven Substanzen (§ 4 Abs. 3 Nr. 1b NpSG) oder Cannabis (§ 34 Abs. 3 Nr. 3, Abs. 4 KCanG) an Personen unter 18 Jahre bzw. deren Bestimmen zum Handel sowie bei Nachstellung gegen Personen unter 16 Jahren (§ 238 Abs. 2 Satz 2 Nummer 7 StGB)
- Mindestalter zum Erwerb von Cannabis mit mehr als 10 % THC-Gehalt in Anbauvereinigungen (auch bei niedrigerem THC-Gehalt höchstens 50 Gramm pro Monat, § 19 KCanG)
- Beginn der Strafbarkeit des sexuellen Missbrauchs von 14- und 15-Jährigen nach § 182 Abs. 3 StGB
- Mindestalter für Verheiratete als Adoptionsbewerber (wenn anderer Ehegatte mindestens 25 Jahre alt oder Stiefkind adoptiert werden soll; § 1743 BGB)
- Altersgrenze für Beratung zu Unterhaltsfragen und zur Beurkundung von Unterhaltsansprüchen durch das Jugendamt (§ 18, § 59 SGB VIII)
- Ende der gesteigerten Unterhaltsberechtigung (§ 1603 Abs. 2 BGB)
- Regelaltersgrenze für Jugendhilfeleistungen an junge Volljährige (§ 41 SGB VIII)
- Höchstalter für Kindergeldberechtigung bei Arbeitslosigkeit (§ 2 BKGG)
- Führerscheinerwerb Klassen C, CE, D1, D1E, D, DE (§ 10 Abs. 1 FeV)
- Mindestalter für die Erteilung der Erlaubnis für Verkehrsluftfahrzeugführer (Airline Transport Pilot Licence/License, kurz: ATPL)
- Zutritt zu Spielkasinos (abhängig vom Bundesland, teilweise schon ab Vollendung des 18. Lebensjahres)
- Wählbarkeit zum Bürgermeister und Landrat in Sachsen-Anhalt (§ 69 Gemeindeordnung Sachsen-Anhalt, § 48 Landkreisordnung Sachsen-Anhalt), Thüringen (§§ 24, 28 Thüringer Kommunalwahlgesetz)
- Ende der Null-Promille-Grenze für Führer eines Kraftfahrzeugs im Straßenverkehr, falls Probezeit der Fahrerlaubnis schon abgelaufen (§ 24c StVG)
- in Bayern Ende der Unterrichtung der früheren Erziehungsberechtigten über wesentliche Vorgänge, die den Schüler betreffen (Art. 75 BayEUG)
- Veranlassen einer Person ab diesem Alter zur Aufnahme oder Fortsetzung freiwilliger Prostitution straffrei (§ 232a Abs. 1 Nr. 1 StGB)

## Vollendung des 22. Lebensjahres
Keine Kostenübernahme der gesetzlichen Krankenversicherung für ärztlich verordnete Empfängnisverhütung mehr (§ 24a Abs. 2 SGB V)

## Vollendung des 23. Lebensjahres
- Höchstalter für Erwerb der deutschen Staatsangehörigkeit durch Vaterschaftsanerkennung oder Vaterschaftsfeststellung (§ 4 StAG; bei letzterem ist das Datum der Verfahrenseinleitung entscheidend)
- Höchstalter für Familienversicherung bei Arbeitslosigkeit (§ 10 Abs. 2 SGB V)
- Wählbarkeit als Bürgermeister oder Landrat in einigen Bundesländern, z. B. Niedersachsen (§ 80 Abs. 4 Nr. 1 Nieders. Kommunalverfassungsgesetz), Nordrhein-Westfalen (§ 65 Abs. 2 Gemeindeordnung NRW, § 44 Abs. 2 Kreisordnung NRW), Rheinland-Pfalz (§ 53 Abs. 2 Gemeindeordnung Rheinland-Pfalz, § 46 Abs. 2 Kreisordnung Rheinland-Pfalz)

## Vollendung des 24. Lebensjahres
- Führerscheinerwerb Klasse A (Direktzugang ohne Vorbesitz der Klassen A1 und A2; § 10 Abs. 1 FeV)
- Pass- und Personalausweisgültigkeit erhöht sich bei Neuausstellung von sechs auf zehn Jahre.[10]

## Vollendung des 25. Lebensjahres
- Mindestalter als Adoptionsbewerber (Alleinstehender oder als Ehepaar, wenn der andere Ehegatte mindestens 21 Jahre alt ist; § 1743 BGB)
- Mindestalter für teilweise Kostenübernahme der gesetzlichen Krankenversicherung für künstliche Befruchtung (§ 27a Abs. 3 SGB V)
- Wählbarkeit als Schöffe (§ 33 Gerichtsverfassungsgesetz – Soll-Vorgabe), als ehrenamtlicher Arbeits , Sozial- oder Verwaltungsrichter (§ 21 ArbGG; § 16 SGG, § 20 VwGO)
- Höchstalter für Familienversicherung bei Ausbildung (§ 10 Abs. 2 SGB V)
- Altersgrenze in Bezug auf bestimmte Leistungsansprüche nach dem SGB II: Zurechnung zur Bedarfsgemeinschaft der Eltern, wenn mit diesem in einem Haushalt lebend (§ 7 Abs. 3 SGB II), nur ausnahmsweise Übernahme von Kosten einer eigenen Wohnung (§ 22 Abs. 5 SGB II), besondere Förderung zur Eingliederung in Ausbildung oder Arbeit (z. B. § 3 Abs. 2 SGB II)
- Höchstalter beim Bezug von Kindergeld (§ 2 Abs. 2 BKGG)
- Höchstalter bei der Wählbarkeit zur betrieblichen Jugend- und Auszubildendenvertretung (§ 61 BetrVG)
- Wegfall des Erfordernisses eines amts- oder fachärztlichen oder fachpsychologischen Zeugnisses über die geistige Eignung für die Ersterteilung der Erlaubnis zum Besitz und Erwerb bestimmter Schusswaffen (§ 6 Abs. 3 WaffG)
- Mindestalter zur Erteilung der Erlaubnis zur berufsmäßigen Ausübung der Heilkunde ohne ärztliche Approbation (Heilpraktiker)[11]
- Mindestalter (Ende des Kalenderjahrs), eine vor dem 15. Geburtstag verschollene Person für tot zu erklären (§ 3 Abs. 2  VerschG)
- Mindestalter für die Eintragung der Schlüsselziffer 196 für die Führerscheinklasse B, also die Berechtigung, Leichtkrafträder bis 125 cm³ und 11 kW mit einem Leistung-Gewicht-Verhältnis von maximal 0,1 kW/kg zu fahren[12]
- Wählbarkeit zum Bürgermeister im Saarland

## Vollendung des 26. Lebensjahres
- Höchstalter bei der Wählbarkeit zur Jugend- und Auszubildendenvertretung im öffentlichen Dienst des Bundes (§ 100  BPersVG)
- Höchstalter als Junger Volljähriger nach § 7 Abs. 1 Nr. 3 Achtes Buch Sozialgesetzbuch (SGB VIII)

## Vollendung des 27. Lebensjahres
- Höchstalter bei der Wählbarkeit zur Jugend- und Auszubildendenvertretung im öffentlichen Dienst (Geltungsbereich verschiedener Landespersonalvertretungsgesetze, z. B. § 58 Abs. 2 BayPVG oder § 55 Abs. 2 LPVG NRW)
- Höchstalter beim Bezug von Waisenrenten (§ 37 SGB VII, § 45 BVG)
- Wählbarkeit zum Bürgermeister oder Landrat in Schleswig-Holstein (§ 57 Gemeindeordnung Schl.-Holstein, § 43 Kreisordnung Schl.-Holstein)
- Wählbarkeit zum Landrat in Sachsen (§ 45 Sächs. Landkreisordnung)

## Vollendung des 30. Lebensjahres
- Höchstalter bei der Studentischen Krankenversicherung (§ 5 Abs. 1 Ziff. 9 SGB V)
- Wählbarkeit als Landrat in Baden-Württemberg (§ 38 Landkreisordnung Baden-Württemberg)
- Mindestalter für Begleitperson bei Begleitetem Fahren mit Pkw (§ 48a FeV)

| Begriff         | 0     | 1     | 2     | 3     | 4     | 5     | 6        | 7        | 8        | 9        | 10    | 11    | 12      | 13      | 14    | 15    | 16    | 17    | 18                      | 19                      | 20                      | 21                      | 22                      | 23                      | 24                      | 25                      | 26                      | 27   | 28   | 29   |
| Säugling        | ja    | nein  | nein  | nein  | nein  | nein  | nein     | nein     | nein     | nein     | nein  | nein  | nein    | nein    | nein  | nein  | nein  | nein  | nein                    | nein                    | nein                    | nein                    | nein                    | nein                    | nein                    | nein                    | nein                    | nein | nein | nein |
| Kleinkind       | teils | ja    | ja    | teils | teils | teils | teils    | nein     | nein     | nein     | nein  | nein  | nein    | nein    | nein  | nein  | nein  | nein  | nein                    | nein                    | nein                    | nein                    | nein                    | nein                    | nein                    | nein                    | nein                    | nein | nein | nein |
| Kind            | ja    | ja    | ja    | ja    | ja    | ja    | ja       | ja       | ja       | ja       | ja    | ja    | teils   | teils   | teils | teils | teils | teils | nein                    | nein                    | nein                    | nein                    | nein                    | nein                    | nein                    | nein                    | nein                    | nein | nein | nein |
| Kindheit        | nein  | nein  | nein  | frühe | frühe | frühe | mittlere | mittlere | mittlere | mittlere | späte | späte | späte   | späte   | nein  | nein  | nein  | nein  | nein                    | nein                    | nein                    | nein                    | nein                    | nein                    | nein                    | nein                    | nein                    | nein | nein | nein |
| Schulkind       | nein  | nein  | nein  | nein  | nein  | nein  | ja       | ja       | ja       | ja       | ja    | ja    | ja      | ja      | ja    | ja    | teils | teils | nein                    | nein                    | nein                    | nein                    | nein                    | nein                    | nein                    | nein                    | nein                    | nein | nein | nein |
| Jugend (Shell)  | nein  | nein  | nein  | nein  | nein  | nein  | nein     | nein     | nein     | nein     | nein  | nein  | ja      | ja      | ja    | ja    | ja    | ja    | ja                      | ja                      | ja                      | ja                      | ja                      | ja                      | ja                      | nein                    | nein                    | nein | nein | nein |
| Jugend (UN)     | nein  | nein  | nein  | nein  | nein  | nein  | nein     | nein     | nein     | nein     | nein  | nein  | nein    | teils   | teils | ja    | ja    | ja    | ja                      | ja                      | teils                   | teils                   | teils                   | teils                   | teils                   | nein                    | nein                    | nein | nein | nein |
| jugendlich      | nein  | nein  | nein  | nein  | nein  | nein  | nein     | nein     | nein     | nein     | nein  | nein  | nein    | nein    | ja    | ja    | ja    | ja    | teils                   | teils                   | teils                   | nein                    | nein                    | nein                    | nein                    | nein                    | nein                    | nein | nein | nein |
| Teenager        | nein  | nein  | nein  | nein  | nein  | nein  | nein     | nein     | nein     | nein     | nein  | nein  | nein    | ja      | ja    | ja    | ja    | ja    | ja                      | ja                      | nein                    | nein                    | nein                    | nein                    | nein                    | nein                    | nein                    | nein | nein | nein |
| Schutzalter     | ja    | ja    | ja    | ja    | ja    | ja    | ja       | ja       | ja       | ja       | ja    | ja    | ja      | ja      | teils | teils | teils | teils | nein                    | nein                    | nein                    | nein                    | nein                    | nein                    | nein                    | nein                    | nein                    | nein | nein | nein |
| minderjährig    | ja    | ja    | ja    | ja    | ja    | ja    | ja       | ja       | ja       | ja       | ja    | ja    | ja      | ja      | ja    | ja    | ja    | ja    | nein                    | nein                    | nein                    | nein                    | nein                    | nein                    | nein                    | nein                    | nein                    | nein | nein | nein |
| Kindergeld      | ja    | ja    | ja    | ja    | ja    | ja    | ja       | ja       | ja       | ja       | ja    | ja    | ja      | ja      | ja    | ja    | ja    | ja    | teils                   | teils                   | teils                   | teils                   | teils                   | teils                   | teils                   | ehemals                 | ehemals                 | nein | nein | nein |
| jung            | teils | teils | teils | teils | teils | teils | teils    | teils    | teils    | teils    | ja    | ja    | ja      | ja      | ja    | ja    | ja    | ja    | teils                   | teils                   | teils                   | teils                   | teils                   | teils                   | teils                   | teils                   | teils                   | nein | nein | nein |
| geschäftsfähig  | nein  | nein  | nein  | nein  | nein  | nein  | nein     | teils    | teils    | teils    | teils | teils | teils   | teils   | teils | teils | teils | teils | ja                      | ja                      | ja                      | ja                      | ja                      | ja                      | ja                      | ja                      | ja                      | ja   | ja   | ja   |
| religionsmündig | nein  | nein  | nein  | nein  | nein  | nein  | nein     | nein     | nein     | nein     | teils | teils | teils   | teils   | ja    | ja    | ja    | ja    | ja                      | ja                      | ja                      | ja                      | ja                      | ja                      | ja                      | ja                      | ja                      | ja   | ja   | ja   |
| strafmündig     | nein  | nein  | nein  | nein  | nein  | nein  | nein     | nein     | nein     | nein     | nein  | nein  | ehemals | ehemals | teils | teils | teils | teils | ja                      | ja                      | ja                      | voll                    | voll                    | voll                    | voll                    | voll                    | voll                    | voll | voll | voll |
| sexualmündig    | nein  | nein  | nein  | nein  | nein  | nein  | nein     | nein     | nein     | nein     | nein  | nein  | nein    | nein    | teils | teils | teils | teils | ja                      | ja                      | ja                      | voll                    | voll                    | voll                    | voll                    | voll                    | voll                    | voll | voll | voll |
| Alkohol         | nein  | nein  | nein  | nein  | nein  | nein  | nein     | nein     | nein     | nein     | nein  | nein  | nein    | nein    | teils | teils | teils | teils | ja                      | ja                      | ja                      | ja                      | ja                      | ja                      | ja                      | ja                      | ja                      | ja   | ja   | ja   |
| volljährig      | nein  | nein  | nein  | nein  | nein  | nein  | nein     | nein     | nein     | nein     | nein  | nein  | nein    | nein    | nein  | nein  | nein  | nein  | ja, junger Volljähriger | ja, junger Volljähriger | ja, junger Volljähriger | ja, junger Volljähriger | ja, junger Volljähriger | ja, junger Volljähriger | ja, junger Volljähriger | ja, junger Volljähriger | ja, junger Volljähriger | ja   | ja   | ja   |
| heranwachsend   | nein  | nein  | nein  | nein  | nein  | nein  | nein     | nein     | nein     | nein     | nein  | nein  | nein    | nein    | nein  | nein  | nein  | nein  | ja                      | ja                      | ja                      | nein                    | nein                    | nein                    | nein                    | nein                    | nein                    | nein | nein | nein |
| FSK/USK         | 0     | 0     | 0     | 0     | 0     | 0     | 6        | 6        | 6        | 6        | 6     | 6     | 12      | 12      | 12    | 12    | 16    | 16    | 18                      | 18                      | 18                      | 18                      | 18                      | 18                      | 18                      | 18                      | 18                      | 18   | 18   | 18   |

## Vollendung des 35. Lebensjahres
- Wählbarkeit zum Richter an einem der Obersten Gerichtshöfe des Bundes (§ 125 Abs. 2 GVG, § 42 Abs. 2 ArbGG, § 15 Abs. 2 VwGO, § 38 Abs. 2 Satz 2 SGG und § 14 Abs. 2 FGO)
- Wählbarkeit zum Bundesbeauftragten für die Opfer der SED-Diktatur beim Deutschen Bundestag (§ 5 Abs. 2 OpfBG)
- Wählbarkeit zum Wehrbeauftragten des Deutschen Bundestages (§ 14 Abs. 1 WBeauftrG)
- Wählbarkeit zum Polizeibeauftragten des Bundes beim Deutschen Bundestag (§ 9 Abs. 2 Polizeibeauftragtengesetz)
- Wählbarkeit zum Ministerpräsidenten in Baden-Württemberg (Art. 46 Abs. 1 Satz 2 Verfassung des Landes Baden-Württemberg)

## Vollendung des 40. Lebensjahres
- Wählbarkeit zum Richter des Bundesverfassungsgerichts (§ 3 BVerfGG)
- Wählbarkeit zum Bundespräsidenten (Art. 54 GG)
- Wählbarkeit zum bayerischen Ministerpräsidenten (Art. 44 Abs. 2 Verfassung des Freistaates Bayern)
- Keine teilweise Kostenübernahme für künstliche Befruchtung für gesetzlich krankenversicherte Frauen mehr (§ 27a Abs. 3 SGB V)

## Vollendung des 45. Lebensjahres
- Allgemeine Altersgrenze für den Beginn einer Ausbildung mit Ausbildungsförderung (§ 10 BAföG; gilt nicht für die Fälle des Abs. 3 Satz 2)

## Vollendung des 50. Lebensjahres
- Ggf. bis zu 15 Monate Bezug von Arbeitslosengeld möglich (§ 147 SGB III)
- Altersgrenze für LKW-Führerscheine (Klasse C1 oder C1E  - Fahrzeuge bis 7,5 t), soweit nach dem 31. Dezember 1998 erteilt
- Pflicht zur Umstellung des alten Führerscheins der Klasse 2 (Klasse C oder CE  - Fahrzeuge über 7,5 t). Ohne Umstellung erlischt das Recht, Fahrzeuge über 7,5 t zu fahren.
- Höchstaltersgrenze für Berufungen in ein Beamtenverhältnis beim Bund im Regelfall (§ 48 Abs. 1 Nr. 1 BHO)
- Keine teilweise Kostenübernahme für künstliche Befruchtung für gesetzlich krankenversicherte Männer mehr (§ 27a Abs. 3 SGB V)

## Vollendung des 55. Lebensjahres
- Altersteilzeitbeginn (§ 2 Altersteilzeitgesetz)
- Ende der Heranziehbarkeit von Frauen zum zivilen Sanitätsdienst im Verteidigungsfall (Art. 12a Abs. 4 GG, § 2 Nr. 3 ASG)
- Voraussetzung für den Freibetrag nach § 16 Abs. 4 EStG
- Voraussetzung für die Ermäßigung nach § 34 Abs. 3 EStG
- Ggf. bis zu 18 Monate Bezug von Arbeitslosengeld möglich (§ 147 SGB III)
- Kein (Rück-)Wechsel von der Privaten Krankenversicherung in die Gesetzliche Krankenversicherung mehr möglich (§ 6 Abs. 3a SGB V; ausgenommen Fälle der Sätze 2 und 4)

## Vollendung des 58. Lebensjahres
- Ggf. bis zu 2 Jahre Bezug von Arbeitslosengeld möglich (§ 147 SGB III)

## Vollendung des 60. Lebensjahres
- Vorzeitige Altersrente für Schwerbehinderte (§ 236a SGB VI) (für Versicherte ab dem Geburtsjahrgang 1952 wird die Altersgrenze jedoch schrittweise angehoben bis zu einem Alter von 62 für die Jahrgänge ab 1964)
- Antragsruhestand für schwerbehinderte Beamte (§ 52 BBG, § 33 LBG NRW) (für Beamte ab dem Geburtsjahrgang 1952 wird die Altersgrenze jedoch schrittweise angehoben bis zu einem Alter von 62 für die Jahrgänge ab 1964)
- Ruhestandsalter für Feuerwehrbeamte in einigen Bundesländern, z. B. NRW (§ 117 LBG NRW) sowie im Bundesdienst (§ 51 Abs. 3 BBG)
- Ende der Wehrpflicht für Männer im Spannungs- und Verteidigungsfall mit Ablauf des Kalenderjahrs, in dem das 60. Lebensjahr vollendet wird (§ 3 Abs. 5 WPflG)

## Vollendung des 62. Lebensjahres
- Ruhestandsalter für Polizeibeamte in einigen Bundesländern, z. B. NRW (§ 115 Landesbeamtengesetz NRW)
- Altersgrenze für Berufssoldaten (§ 45 Soldatengesetz; dort abweichende Altersgrenzen für einzelne Dienstgrade)

## Vollendung des 63. Lebensjahres
- Altersrente für schwerbehinderte Menschen ohne Rentenminderung (§ 236a SGB VI) (für Versicherte ab dem Geburtsjahrgang 1952 wird die Altersgrenze jedoch schrittweise angehoben bis zu einem Alter von 65 für die Jahrgänge ab 1964)
- Vorzeitige Inanspruchnahme der Altersrente für langjährig Versicherte möglich mit Rentenminderung (§ 36 SGB VI bzw. § 236 SGB VI)
- Ruhestandsalter für schwerbehinderte Beamte in NRW, Antragsruhestand für sonstige Beamte (§ 52 BBG, § 33 LBG NRW)

## Vollendung des 65. Lebensjahres
- Altersgrenze für die Altersrente für besonders langjährig Versicherte (§ 38 SGB VI)
- Versicherungsfreiheit in der Arbeitslosenversicherung (§ 28 SGB III) für Personen bis zum Geburtsjahrgang 1946, ab Geburtsjahrgang 1947 parallel zur Anhebung der Regelaltersgrenze in der gesetzlichen Rentenversicherung nach § 235 SGB VI schrittweise Anhebung bis zur Vollendung des 67. Lebensjahres
- Mehrbedarf in der Sozialhilfe von 17 % (§ 30 SGB XII)
- Höchstalter für die Wahl als Bürgermeister oder Landrat in einigen Bundesländern, z. B. Niedersachsen (§ 80 Abs. 4 Nr. 1 Nieders. Kommunalverfassungsgesetz), Rheinland-Pfalz (§ 53 Abs. 2 Gemeindeordnung Rheinland-Pfalz), Sachsen (§ 49 Sächs. Gemeindeordnung, § 45 Sächs. Landkreisordnung), Thüringen (§§ 24, 28 Thüringer Kommunalwahlgesetz)

## Vollendung des 66. Lebensjahres
- Altersgrenze in der Rentenversicherung für Personen des Geburtsjahrgangs 1958 (erhöht sich je Jahrgang um zwei Monate, vgl. unten „Vollendung des 67. Lebensjahrs“)

## Vollendung des 67. Lebensjahres
- Altersgrenze in der gesetzlichen Rentenversicherung für Personen ab Geburtsjahrgang 1964 (§ 35 SGB VI)
- Altersgrenze für Beamte ab Geburtsjahrgang 1964 (§ 51 Bundesbeamtengesetz, § 51 Landesbeamtengesetz NRW)

## Vollendung des 68. Lebensjahres
- Altersgrenze für das Amt als Bundesverfassungsrichter (§ 4 Abs. 1, 3 BVerfGG)

## Vollendung des 70. Lebensjahres
- Höchstalter für die Berufung in das Amt eines Schöffen (§ 33 Nr. 2 GVG – Soll-Vorgabe)
- Höchstalter für die Tätigkeit als Notar (§ 48a BNotO)
- Höchstalter für die Versetzung von Beamten in den Ruhestand, wenn diese eine Verlängerung ihrer Dienstzeit selbst beantragt haben (§ 53 BBG und Landesbeamtengesetze, z. B. § 32 LBG NRW).

## Vollendung des 80. Lebensjahres
- Ein Verschollener kann bereits nach einer Wartezeit von fünf (statt zehn) Jahren ab dem Ende des Jahres, aus dem das letzte Lebenszeichen vorliegt, für tot erklärt werden, wenn das 80. Lebensjahr vollendet war oder in diesem Zeitraum vollendet würde (§ 3 Abs. 1 VerschG)
- Der Todeszeitpunkt eines Verschollenen wird festgelegt auf den Ablauf des dritten (statt fünften) Jahrs nach dem Ende des Jahres, aus dem das letzte Lebenszeichen vorliegt, wenn keine anderen Anhaltspunkte vorhanden sind und das 80. Lebensjahr vollendet war oder in diesem Zeitraum vollendet würde (§ 9 Abs. 3 Buchstabe a VerschG)